# Écluse de Heathy Close

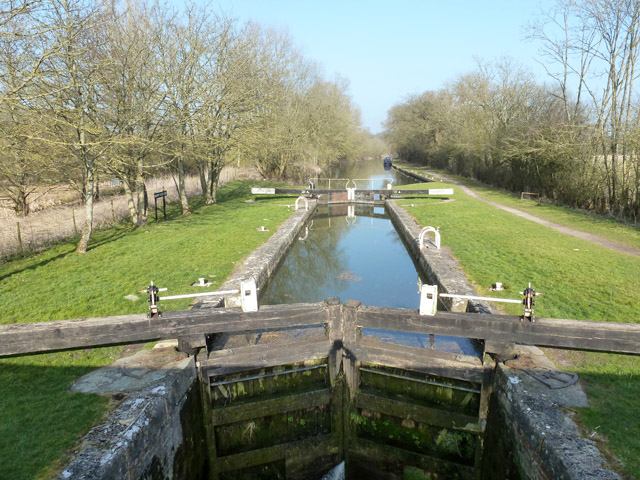
Cliché de l'écluse pris en mars 2015.

L’écluse de Heathy Close est une écluse sur le canal Kennet et Avon, à Wootton Rivers, dans le Wiltshire, en Angleterre.
L’écluse de Heathy Close a été construite entre 1718 et 1723 sous la supervision de l'ingénieur John Hore de Newbury. Le canal est administré par British Waterways. L’écluse permet de franchir un dénivelé de 2,46 m (8 pi 1 po).